# Star Wars Encyclopedia
Star Wars Encyclopedia è un libro di riferimento uscito nel 1998 edito da Del Rey Books, scritto da Stephen Sansweet, autore di fantascienza e direttore della gestione dei contenuti della Lucasfilm. Il libro definisce, descrive e illustra i personaggi, le creature, le ambientazioni, gli oggetti e i diversi eventi che appaiono nella saga di Guerre stellari. Le informazioni sono ricavate dai film della trilogia originale, dai radiodramma, dai romanzi, dai racconti, dai romanzi a fumetti e dai videogiochi. Star Wars Encyclopedia contiene una breve introduzione scritta dall'autore di fantascienza Timothy Zahn. È da considerarsi facente parte dell'Universo espanso.
Sansweet ha scritto il libro dalla prospettiva nell'universo di un gruppo di studiosi che scrivono circa 25 anni dopo gli eventi de Il ritorno dello Jedi. Ha usato la seconda edizione di Bill Slavicsek di Guida completa all'universo di Star Wars (1994) come riferimento principale, attingendo anche dalle prime edizioni di Essential Guides to Vehicles and Vessels e di Essential Guides to Characters (entrambe del 1995).
Il creatore del franchise George Lucas ha detto nel 2005 di aver usato il libro di riferimento per vedere se i nomi che aveva inventato erano già stati usati nell'Universo espanso.
Il libro è stato ampliato e aggiornato nel 2008 come The Complete Star Wars Encyclopedia, co-scritto a da Sansweet e Pablo Hidalgo.

## Seconda edizione
Durante una celebrity chat dell'Hyperspace: The Official Star Wars Fan Club del 28 gennaio 2004, Steve Sansweet ha ritenuto che ci sarebbe stata un'edizione aggiornata.
Sansweet ha confermato ancora una volta che una seconda versione era in arrivo alla sua presentazione Star Wars Spectacular al ComicCon il 15 luglio 2005. Ha spiegato che lui e Lucas Licensing, filiale della Lucasfilm, stavano ancora decidendo come scriverla. Ha fornito un esempio del processo, dicendo che stavano cercando di decidere se fare del nuovo libro un secondo volume o qualcosa di completamente nuovo.
Sansweet in seguito annunciò in Star Wars Insider n° 87 (maggio/giugno 2006) che erano iniziati i lavori su una versione aggiornata della sua Star Wars Encyclopedia.